# Системний бартонельоз
Системний бартонельоз (англ. Systemic bartonellosis; також хвороба Карріона англ. Carrion disease, ще гарячка Карріона англ. Carrión's fever; також гарячка Оройя / перуанська бородавка англ. Oroya fever and verruga peruana) — ендемічна інфекційна хвороба з групи бартонельозів, яка перебігає з гострими (гарячка Оройя) і хронічними проявами (перуанська бородавка). Належить до тропічних хвороб та групи забутих тропічних хвороб.

## Історичні відомості
Як окреме захворювання системний бартонельоз був відокремлений у 1871 році, коли в Перу захворіло і померло до 7000 робітників, зайнятих на будівництві залізниці на ділянці Ліма до міста Ла-Ороя, яке розташовано на висоті 3750 м над рівнем моря у горах. Безпрецедентний дослід на собі для встановлення етіологічної ідентичності двох форм хвороби 1885 року провів перуанський студент-медик Данієль Алкідес Карріон, який ціною свого життя встановив це. Перуанський мікробіолог Альберто Бартон виявив і описав збудника хвороби у 1905 році.

## Етіологія
Bartonella bacilliformis при світловій мікроскопії виглядають переважно як короткі палички, розміром 0,3-0,5 × 1,0-3,0 мм. У зрізах з інфікованих тканин можуть бути зігнутими, плеоморфними, згрупованими в компактні скупчення (кластери). Округлі форми досягають 1,5 мм в діаметрі. Фарбуються за Романовським—Гімзою. У біоптатах із тканин — барвником із застосуванням срібла за Вортінг-Старрі. Сприймають також акридин помаранчевий барвник, що використовується в імунохімічних дослідженнях. Для B. bacilliformis характерні 1-4 джгутика, розташованих на одному з полюсів клітини, і тому вона рухлива. Ці бартонели мають чітко структуровану тришарову оболонку. Остання містить до 12 протеїнів із молекулярною масою від 174 до 28 кДа. Розмір генома відносно невеликий. Співвідношення гуаніну і цитозину — 38,5-41,0 мол.%.
Розмноження бартонелл відбувається простим поперечним поділом. В організмі чутливих хазяїв B. bacilliformis ростуть на поверхні клітин, а також проникають і заселяють еритроцити і ендотеліальні клітини судинної системи та ендокарда. Біологічною особливістю бартонел є їхня унікальна здатність стимулювати проліферацію клітин ендотелію і зростання дрібних судин у їх капілярної частини, що призводить до ангіоматозу.
По характеру харчування бартонел є аеробними гематотрофами, вимогливими до складу поживних середовищ. Поза організму людини і гризунів їхнє культивування може здійснюватися на твердих і напіврідких поживних середовищах, збагачених 5-10 % кров'ю людини або тварин. При первинному виділенні бартонел із крові, папул та уражених органів потрібно тривале, до 15-45 діб і більше, утримання засіяних чашок з агаром в оптимальних умовах росту.
Наразі частина дослідників припускає, що перуанську бородавку може спричинювати Bartonella ancashi, однак не отримано доказів цього згідно з постулатами Коха.

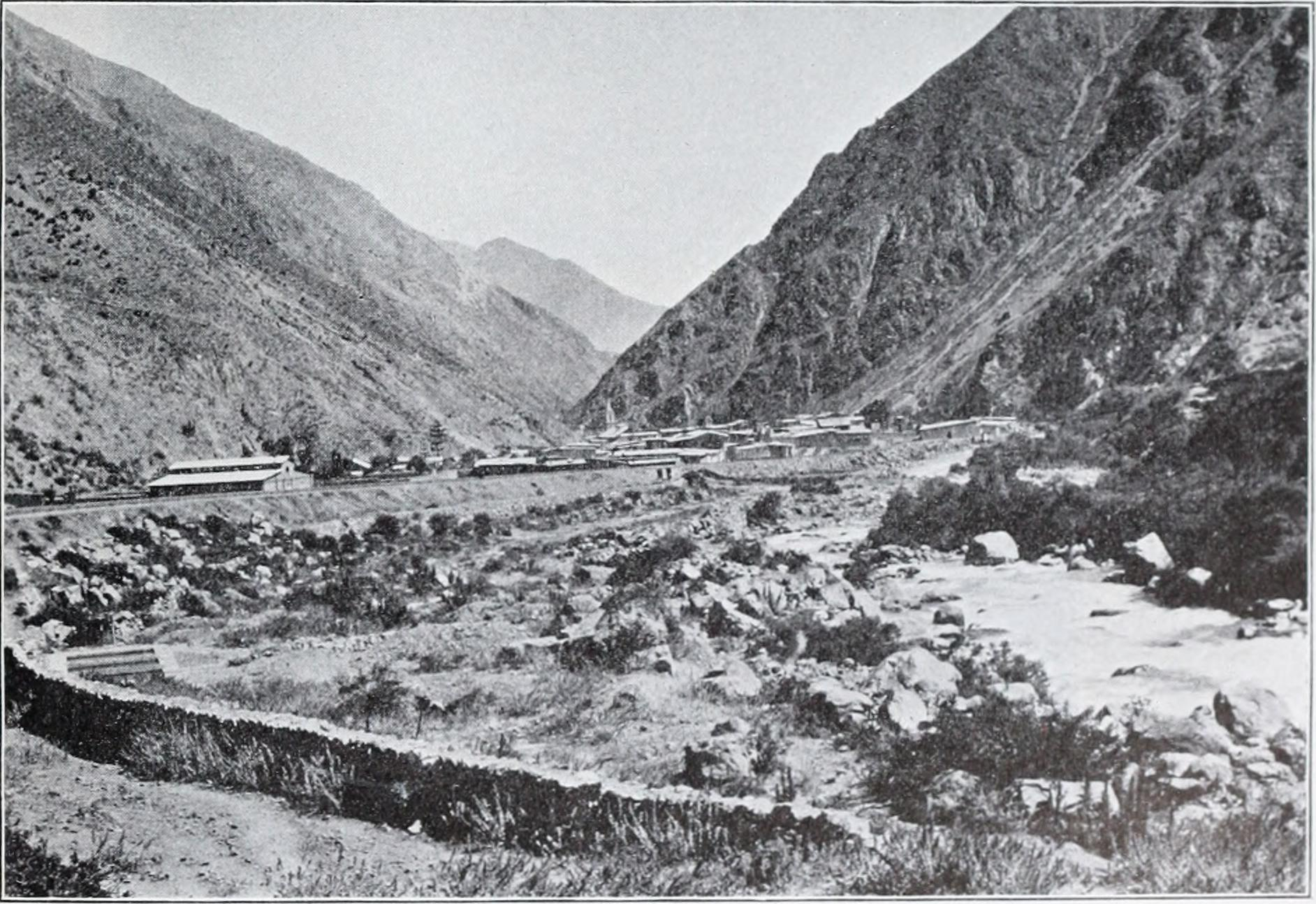
Типова місцевість у перуанських Андах, де поширений системний бартонельоз

## Епідеміологічні особливості
Безперечно встановлено ендемічність Bartonella bacilliformis. Вона поширена лише в північно-західній частині Південної Америки в гірських районах Анд, захищених від тихоокеанських вітрів, на висотах 600—2500 м над рівнем моря, територіально прив'язаних до Перу, частково Колумбії та Еквадору. Життєвий цикл цих бартонел пов'язаний з південноамериканським різновидом москітів, а саме, Lutzomia noguchi, L. verrucarum та іншими, а також місцевими мишеподібними гризунами.

### Джерело і резервуар інфекції
Передбачається, що значущим резервуаром В. bacilliformis є людина, оскільки зареєстровані безсимптомні та легкі форми хвороби, що супроводжуються тривалим бактеріоносійством. У природі основним джерелом є мишоподібні гризуни.

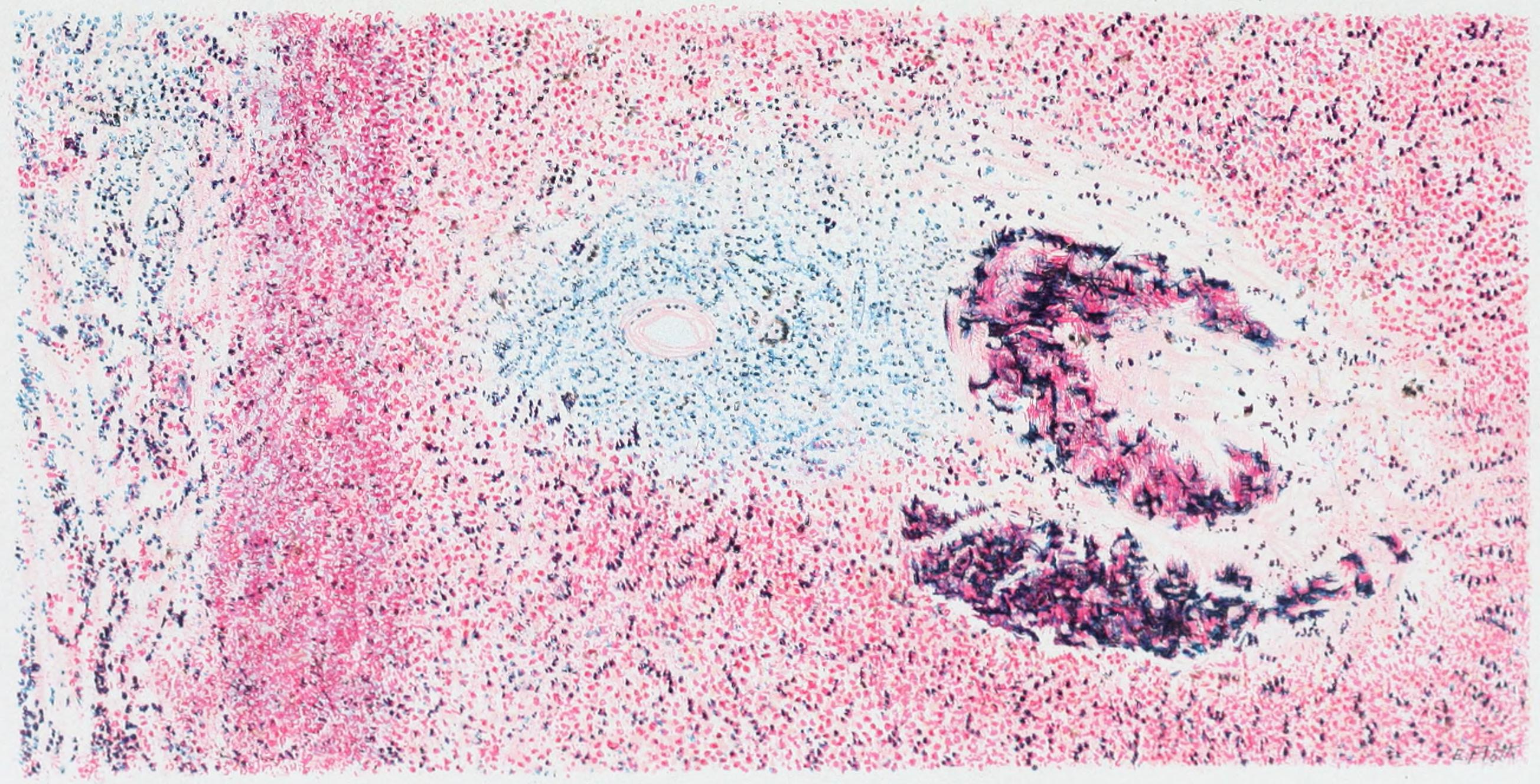
Патоморфологічні зміни в печінці при гострих проявах бартонельозу (гарячка Оройя) — скупчення всередині печінкової кровоносної судини еритроцитів (червоним кольором), великої кількості фагоцитів, видні набряклі ендотеліальні клітини.

## Патогенез і патоморфологічні зміни
На місці вхідних воріт збудника зазвичай яких-небудь специфічних слідів, пов'язаних із мікроорганізмом, не залишається. Після укусу москіта бартонели разом зі слиною комахи безпосередньо проникають у кровоносне русло, атакують і проникають в еритроцити, надалі поширюються гематогенним шляхом із подальшим зараженням клітин ендотелію судинної системи, лімфатичних вузлів, селезінки та інших органів. Фактори патогенності бартонел практично не вивчені. Достовірно встановлено, що впровадження бартонел в еритроцити відбувається за участю джгутика, за допомогою якого збудник системного бартонельозу прикріплюються до поверхні еритроцита, а потім впроваджуються в нього. При цьому до 90 % еритроцитів гемолізується, що обумовлює різку анемію і особливості клінічної картини захворювання. Ослаблення імунного захисту внаслідок дисфункції і дискоординації діяльності системи ендотеліальних клітин, порушення кровообігу і гіпоксія органів і тканин зумовлюють появу і наростання загальнотоксичних симптомів (гарячка, озноб, артеріальна гіпотензія, нудота, блювання, слабкість серцевої діяльності).
Гістологічно тканини і органи хворих при гарячці Оройя знекровлені, виявляються центральні некрози навколо печінкових вен з інфільтрацією уражених ділянок мікрофагами і поліморфноядерними лейкоцитами; в пульпі селезінки — вогнища некрозів; лімфатичних вузлах — проліферація ендотелію і відкладення пігменту; в кістковому мозку — проліферація, макрофагоцітоз.
При перуанській бородавці виражені проліферативні процеси ендотелію лімфатичних і кровоносних судин, новоутворення дрібних кровоносних судин із виникненням ангіоендотеліом і вторинним розростанням сполучної тканини. У клапанах серця, уражених бартонелами у хворих із клінічно маніфестним ендокардитом, формуються численні вегетації з фібрину і тромбоцитів, на стулках клапанів спостерігаються перфорації, а в тканинах видалених клапанів — маса позаклітинно розташованих мікроорганізмів і поверхневі запальні інфільтрати.
Поступова поява в крові хворих захисних антитіл зупиняє інфекційний процес, пацієнти поступово одужують з формуванням імунітету різної тривалості. При перуанській бородавці, що розвиваються найчастіше у осіб з імунною недостатністю, встановлюється тривала бактеріємія, всупереч інтенсивній багатомісячній терапії антибіотиками. Останнє пояснюють внутрішньоклітинною локалізацією частини популяції збудника в запальних інфільтратах.

## Клінічні ознаки
У МКХ 10-го перегляду хворобу класифікують до класу I «Деякі інфекційні та паразитарні хвороби» під номером А44.0 (гарячка Оройя) і А44.1 (перуанська бородавка). Клінічні симптоми бартонельозу є різноманітними, є багато випадків стертого і безсимптомного перебігу. Розрізняють дві класичні клінічні форми, що відповідає різним ланкам патогенезу, вторгненню збудників у 2 типи клітин організму — еритроцити та ендотеліальні клітини.

### Гарячка Оройя

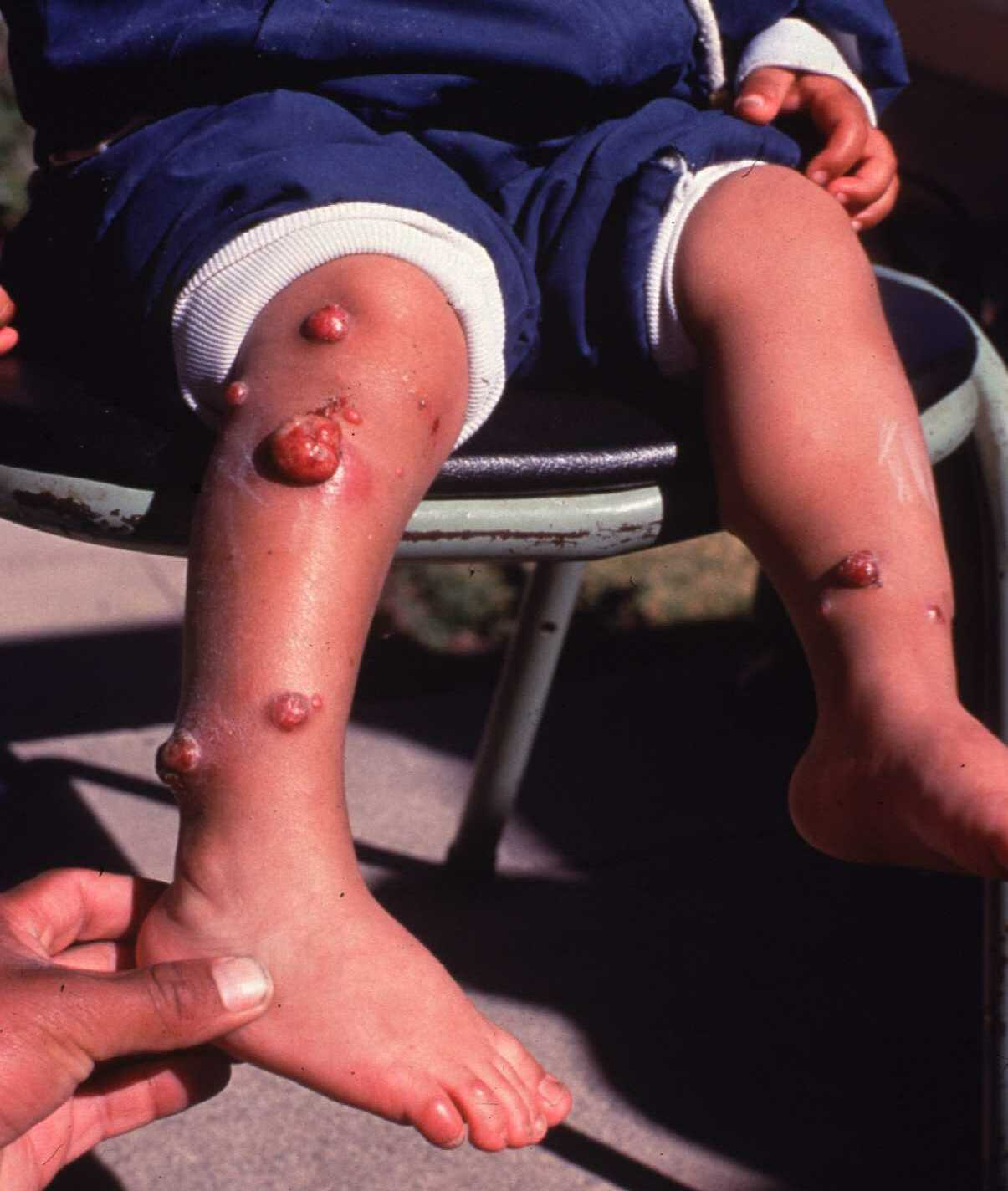
Перуанські бородавки на ногах у дитини

Також називають гематичною стадією системного бартонельозу. Починається гостро з настання гарячки, але при цьому температура не перевищує 39 °C. Шкіра стає блідою, з'являється нездужання, головний біль, міальгії, біль у животі, безболісне збільшення печінки, жовтяниця, збільшення лімфатичних вузлів та селезінки. Розвивається тяжка гемолітична анемія, появу якої на тлі гарячки вважають патогномонічним симптомом, та тимчасова імуносупресія. Іноді вислуховується шум в серці через вплив хвороби на систему кровообігу. Більша частина смертей при системному бартонельозі припадає на гостру фазу. Летальність за відсутності лікування сягає 40 %, але досягає приблизно 90 % випадків, коли виникли випадки поєднаного захворювання на сальмонельоз.

### Перуанська бородавка
Через деякий час від гарячки Оройя у хворих на шкірі виникають проліферативні висипання, які завжди здіймаються над поверхнею шкіри (тому їх і називають «перуанськими бородавками») і бувають різних розмірів:
- міліарні — розміром до 4 мм діаметром,
- вузлові або підшкірні,
- великі — > 5 мм діаметром.

Міліарні ураження спостерігаються найчастіше. Перуанські бородавки часто виразкуються і кровоточать. Також можливе підвищення температури тіла, нездужання, артралгії, анорексія, міалгії, блідість, лімфаденопатія та збільшення печінки та селезінки. Хронічна фаза є найбільш тривалим етапом системного бартонельозу. Смерть при цій формі буває вкрай рідко.

## Діагностика
Діагноз гарячки Оройя встановлюють за клініко-епідеміологічними даними та підтверджують мікроскопічним виявленням бартонел у мазках крові, пофарбованих за Романовським—Гімзою. Бартонели фарбуються в яскраво-червоний або пурпурний відтінок і чітко видні в еритроцитах та макрофагах. Рідше використовують бактеріологічний посів крові на поживне середовище — колумбійський кров'яний агар. Також проводять серологічні дослідження методом імуноблотінга. Проводять реакцію імунофлюоресценції. Також розроблена і впроваджена в клінічну практику полімеразна ланцюгова реакція (ПЛР), яка дозволяє виявити в крові специфічну ДНК збудника. Діагноз перуанської бородавки встановлюють на основі характерних висипань, підтверджується також у ПЛР, імуноблотінгу та дослідженні біоптатів із фарбуванням за Вортінг-Старрі.

## Лікування
Ведучою при гарячці Оройя є етіотропна терапія — рекомендується доксициклін 0,1 г 2 рази на добу, цефтріаксон 1,0 г 2 рази на добу внутрішньом'язово. Меншою мірою — хлорамфенікол (левоміцетин) 0,5 г 4 рази на добу. При перуанській бородавці рекомендується рифампіцин або азитроміцин.
Через високу частоту коморбідних інфекцій та захворювань, часто необхідні різні процедури. Вони включають застосування глюкокортикостероїдів при виникненні респіраторного дистрес-синдрома, переливання еритроцитарної маси при тяжкій анемії, перикардектомію при тампонаді перикарда тощо.

## Профілактика
Через те, що хвороба є ендемічною, заходи запобігання здійснюють у регіонах поширення збудника, тобто в Андських горах на висоті 1000-3000 метрів, де є специфічні переносники. Проводять захист від укусів москітів, носіння захисного одягу.